# Reitteria lucifuga
Reitteria lucifuga là một loài bọ cánh cứng trong họ Endomychidae. Loài này được Leder miêu tả khoa học năm 1872.